# Ron Harris (labdarúgó)
Ronald Edward Harris (Hackney, London, 1944. november 13. –), ismertebb nevén Ron "Chopper" Harris, angol labdarúgó, aki 1961-től 1980-ig játszott a Chelsea-ben, ezalatt a csapat kapitánya is volt. A csapatban ő tartja a legtöbb mérkőzés rekordját: az itt töltött 19 év alatt 795 mérkőzésen lépett pályára, ebből 655 bajnoki, 64 pedig FA-kupa mérkőzés, ami szintén rekord a klubnál.
Harrist korának egyik legerősebb védőjeként tartják számon olyan játékosok mellett, mint Tommy Smith és Norman Hunter, így kapta a Chopper becenevet is. Testvére, Allan Harris szintén labdarúgó volt, a Chelsea-nél két periódusban is játszott.

## Pályafutása
Harris a Chelsea saját nevelésű játékosa volt, 1961-ben angol ifjúsági kupát nyert a csapattal. Tommy Docherty edzőnél kapott először játéklehetőséget a felnőttek között 1962 februárjában, a Sheffield Wednesday elleni, 1–0-ra megnyert mérkőzésen. Egy éven belül már állandó tagja volt a csapatnak, helye a hátvédek közt biztos volt számára a következő 18 évre. Fontos tagja volt a Docherty által fiatalokból átalakított csapatnak az élvonalból kiesés után, mikor olyan játékosok voltak a csapattársai, mint Peter Bonetti, Peter Osgood és Bobby Tambling.
Mikor a klub visszatért az élvonalba, Harris erős, és néha kemény fellépéseivel megszilárdította hírvenét. Első sikere a Chelsea-vel a Ligakupa-győzelem volt 1965-ben a Leicester City ellen. Ugyanebben a szezonban a csapat a bajnoki címért is küzdött, azonban csak harmadikként végeztek, miután az utolsó 5 mérkőzésükből csak egyet nyertek meg. Harris a következő évben lett a csapatkapitány, mikor Terry Venables elhagyta a Chelsea-t a Tottenham Hotspur-ért, majd 1967-ben ő lett a legfiatalabb kapitány, aki FA-kupa döntőben vezette csapatát. A mérkőzést azonban 2–1-re elveszítették az immár Venables-szel felálló Tottenham ellen. A Harris-vezette Chelsea három évvel később ismét bekerült az FA-kupa döntőjébe, a kupát végül az akkor szárnyaló Leeds United ellen megnyerték. Az 1970-es döntő első mérkőzésén a Leeds csupán 6 perccel a lefújás előtt megszerezte a vezetést a Wembley-ben, de Harris szabadrúgásából a 86. percben Ian Hutchinson egyenlített, így visszavágót játszottak 18 nappal később az Old Traffordon, amit 2–1-re nyertek meg hosszabbítás után.
A következő szezonban Harris megnyerte a Chelsea első európai kupáját, a KEK-et egy szintén kétrészes döntőben a Real Madrid ellen. A csapattal 1972-ben újabb Ligakupa-döntőt játszott, de meglepetésre elvesztették a mérkőzést a Stoke City ellen; ez volt Harris utolsó döntője a klubnál.
Az 1970-es években több nagy játékos is elhagyta a klubot különböző okok miatt, Harris mégis maradt, annak ellenére is, hogy a klub nehéz időszakban volt: kétszer estek ki, és egyszer jutottak fel. A csapatkapitányi pozíciót is elvesztette a 18 éves Ray Wilkinsszel szemben. Végül 1980-ban ő is elhagyta a Chelsea-t, és a Brentfordhoz igazolt, ahol játékosedzőként tevékenykedett. Pályafutásának utolsó éveiben az Aldershotnál volt játékosedző.
A Stamford Bridge nyugati lelátóján később egy boxot neveztek el Harrisről a klubnak tett szolgálatai elismeréséül.

## Sikerei, díjai

### Csapatokkal

#### Chelsea FC
- Second Division: (feljutás) 1962-63, 1976–77
- FA-kupa: 1970
  - Ezüstérmes: 1967
- FA Charity Shield: 
  - Ezüstérmes: 1970
- FA Youth Cup: 1961
- Ligakupa: 1965, 
  - Ezüstérmes: 1972
- KEK: 1971

#### Brentwood FC
- Milk Cup: 4. kör (a Brentwood legjobb helye a kupában)

### Egyénileg
- A legtöbb bajnoki mérkőzés a Chelsea-ben: 655
- A legtöbb FA-kupa mérkőzés a Chelsea-ben: 64
- A legtöbb mérkőzés a Chelsea-ben (összesen): 795